# Кинтана, Присцилла
Присцилла Энн Кинтана(англ. Priscilla Ann Quintana; род. 11 августа 1992, Дауни, Калифорния, США) — американская актриса и модель. Наиболее известна по роли Жаклин «Джакс» Чжоу в научно-фантастическом телесериале «Пандора», а также по роли Изабеллы в телесериале «Приятные хлопоты».

## Ранние годы
Присцилла Кинтана родилась и выросла в Дауни, Калифорния. После окончание средней школы девушка получила стипендию в киношколе и параллельно работала официанткой, чтобы прокормить себя. Именно в тот момент её заметило модельное агентство и пригласило её на работу в Лос-Анджелес.

## Карьера
Во время работы моделью Кинтана также начала получать предложения о роли в рекламе. Это привело к небольшим ролям на телевидении и в кино. Среди них была пара эпизодических ролей фильмах «Игрок» и «Форсаж 7». Затем последовали более крупные роли, и в 2017 году Присцилла получила роль второго плана в фильме «Пункт назначения: Смайл».
В 2018 году Кинтане предложили главную роль Жаклин «Джакс» Чжоу в научно-фантастическом сериале канала CW «Пандора». В январе 2020 года было объявлено, что Присцилла получила повторяющуюся роль Изабеллы в сериале «Приятные хлопоты». В ноябре 2022 года актриса присоединилась к основному составу сериала «Основано на реальных событиях» от стримингового сервиса «Peacock».

## Личная жизнь
С 2017 по 2019 год Присцилла состояла в отношениях с актёром и музыкантом Кинаном Трейси. Пара познакомилась на съемочной площадке фильма «Пункт назначения: Смайл», где Кинтана играла роль Мины, а Кинан роль экранного парня Девин.

### Благотворительность
Кинтана помогает приютам для бездомных животных. Во время съемок телесериала «Пандора» в Болгарии она спасла многих из встреченных ею бездомных собак, отправив их в Соединённые Штаты.

## Фильмография
| Год       |   | Русское название              | Оригинальное название   | Роль                          |
| --------- | - | ----------------------------- | ----------------------- | ----------------------------- |
| 2014      | ф | Игрок                         | The Gambler             | хостес в казино               |
| 2015      | ф | Форсаж 7                      | Furious 7               | девушка в пене                |
| 2015      | с | Компьютерный атлас            | Web Atlas               | Дана / Оливия                 |
| 2016      | с | —                             | VR Startup              | Джени                         |
| 2016      | с | Мастера секса                 | Masters of Sex          | Фабиана                       |
| 2017      | с | Тренировочный день            | Training Day            | девушка                       |
| 2018      | ф | Траффик                       | Traffik                 | Кристин                       |
| 2018      | с | Смертельное оружие            | Lethal Weapon           | Фиби Кларк                    |
| 2019      | в | —                             | Trojan: Alphabetization | н/д                           |
| 2019      | ф | Пункт назначения: Смайл       | Polaroid                | Мина                          |
| 2019—2020 | с | Пандора                       | Pandora                 | Жаклин «Джакс» Чжоу / Пандора |
| 2020—2023 | с | Приятные хлопоты              | Good Trouble            | Изабелла Тавес                |
| 2023      | с | Основано на реальных событиях | Based on a True Story   | Руби Гейл                     |